# Mercury NZ
Die Firma Mercury NZ Limited ist ein mehrheitlich staatseigenes Unternehmen in Neuseeland, das in der Energiewirtschaft und Energieversorgung des Landes tätig ist.

## Geschäftstätigkeiten
Das Unternehmen betreibt Stand 2020 neun Wasserkraftwerke am Waikato River, fünf Geothermalkraftwerke in der Region Waikato und versorgt als Energieversorgungsunternehmen rund 395.000 Kunden mit Strom. Über die Tochtergesellschaft Metrix bietet das Unternehmen dem Stromeinzelhandel fortschrittliche Lösungen für die Messinfrastruktur.

## Geschichte
Das Unternehmen wurde am 16. Dezember 1998 als Waikato Soe Limited gegründet und am 15. März 1999 zunächst in Mighty River Power Limited umbenannt. Am 29. Juli 2016 erfolgte dann die letzte Umbenennung in Mercury NZ Limited. Ziel der letzten Umbenennung war es, die Marken Mighty River Power und Mercury Energy unter einem Namen zu vereinen und zu vermarkten.

## Shareholder
Das Unternehmen wird, obwohl es sich nur zu 51,15 % im Besitz des neuseeländischen Staates befindet, als sogenanntes State-Owned Enterprise von The Treasury, dem neuseeländischen Ministerium für Finanzen, geführt. Weitere Besitzanteile, teilen sich verschiedene Banken, Rentenfonds und einen Anteil von 2,69 % Mercury NZ Limited selbst.
Das Unternehmen wird seit dem 10. Mai 2013 am Aktienmarkt NZX Equity Market (NZSX) des New Zealand Exchange (Börse) gehandelt.